# Shannen Doherty

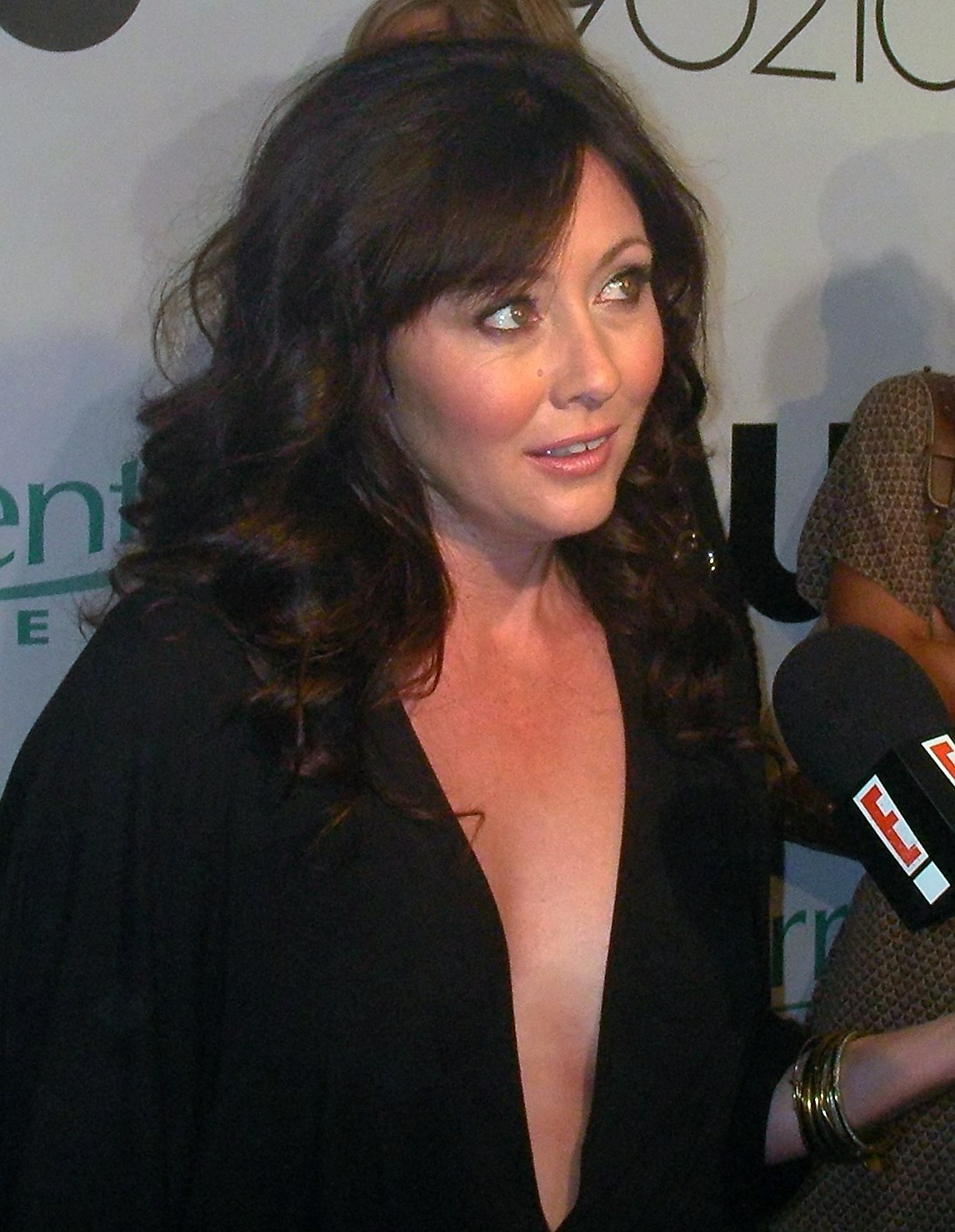
Shannen Doherty (2008)

Shannen Maria Doherty (* 12. April 1971 in Memphis, Tennessee; † 13. Juli 2024 in Malibu, Kalifornien) war eine US-amerikanische Schauspielerin und Tierrechts-Aktivistin. Sie wurde durch die Fernsehserien Beverly Hills, 90210 und Charmed – Zauberhafte Hexen bekannt.

## Karriere
Shannen Doherty wurde 1971 in Memphis als Tochter von John Thomas (1944–2010) und Rosa Elizabeth (* 1947) Doherty geboren. Ihre erste Fernsehrolle hatte sie 1981 mit einem Gastauftritt in der Fernsehserie Vater Murphy. Michael Landon, der für die Serie als Autor und Regisseur tätig war, war von Dohertys Leistung so angetan, dass er sie für seine Fernsehserie Unsere kleine Farm engagierte. Dort spielte sie von 1982 bis 1983 die Rolle der Jenny Wilder und wurde so erstmals einem größeren Publikum bekannt. Es folgten eine Reihe von Gastauftritten in verschiedenen Fernsehserien und Rollen in Fernsehfilmen, bevor Doherty 1988 eine Rolle im Spielfilm Heathers erhielt.
Von 1990 bis 1994 spielte sie in der erfolgreichen Fernsehserie Beverly Hills, 90210 die Rolle der Brenda Walsh. Für Doherty war diese Serie der große Durchbruch, allerdings hatte sie Schwierigkeiten damit, den plötzlichen Ruhm zu verarbeiten. Die Boulevardpresse berichtete über Affären und Alkoholexzesse. Auch bei den Dreharbeiten zur Serie kam es zu Spannungen. Zahlreiche Streitereien mit den anderen Darstellern führten schließlich dazu, dass Doherty vom Produzenten Aaron Spelling entlassen wurde.
Im März 1994 posierte Doherty für die US-amerikanische Ausgabe des Playboys. 1995 spielte sie eine Hauptrolle in dem Spielfilm Mallrats. Von 1998 bis 2001 verkörperte sie in der erfolgreichen Fernsehserie Charmed – Zauberhafte Hexen die Rolle der Prudence Halliwell. Nach der dritten Staffel schied sie im Streit mit der Produktionsfirma aus der Serie aus. Im Dezember 2003 ließ sie sich ein zweites Mal für den Playboy fotografieren.
2003 und 2004 moderierte Doherty die umstrittene Sendung Scare Tactics, in der ahnungslose Menschen erschreckt wurden. Im Herbst 2004 wurde sie von den Verantwortlichen der US-Serie North Shore engagiert, um die Zuschauerquoten des Formats zu verbessern. Dohertys Verkörperung der intriganten Alexandra Hudson konnte die Serie letztendlich aber nicht vor der Absetzung bewahren. 2005 spielte sie an der Seite von Gina Gershon und Randy Quaid eine Hauptrolle im Fernsehfilm Category 7 – Das Ende der Welt.
2006 co-moderierte Doherty die Talkshow The View. Ab August 2006 lief ihre Sendung Breaking Up with Shannen Doherty, in der sie Menschen begleitete, die sich von ihrem Partner trennen wollten. Diese Serie wurde nach der ersten Staffel abgesetzt. 2007 war sie im US-amerikanischen Fernsehen im Film Christmas Caper zu sehen. Die Komödie handelt von einer Diebin, die in ihr verschlafenes Heimatstädtchen in Connecticut zurückkehrt.
Sie nahm im Frühjahr 2010 an der zehnten Staffel der amerikanischen Fernsehshow Dancing with the Stars teil. Im Oktober 2010 war Doherty im US-amerikanischen Fernsehfilm Growing the Big One zu sehen. Im November 2010 erschien ihr Buch Badass: A Hard-Earned Guide to Living Life with Style and (the Right) Attitude. Doherty verkörperte 2012 Gretel in dem Horrormärchen Witchslayer Gretl des Senders Syfy.
2008 und 2009 spielte sie ein weiteres Mal die Rolle der Brenda Walsh in sieben Episoden der ersten Staffel des Beverly-Hills-Spinoffs 90210. 2018 spielte sie eine Nebenrolle in der kurzlebigen Fernsehserie Heathers, die ein Remake des gleichnamigen Films ist, in dem sie 1988 eine der Hauptrollen gespielt hatte.

## Einsatz für Tier- und Umweltschutz

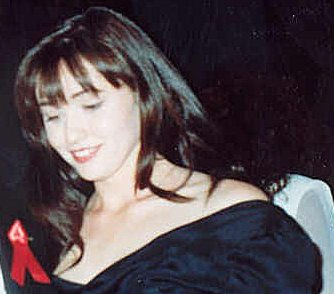
Shannen Doherty (1991)

Die Vegetarierin setzte sich für ein Verbot des Verzehrs von Hunde- und Katzenfleisch durch Menschen ein und sprach sich gegen den Einsatz von Echtfell und Krokodilleder in der Modeindustrie aus. Auf ihrer Instagram-Seite postete sie regelmäßig Adoptionsinformationen für Haustiere.
2017 veranstaltete sie eine Benefizgala, deren Erlös der Rettung von Tieren zugutekam. Doherty war eine aktive Unterstützerin der Meeresschutzorganisation Sea Shepherd. Im März 2014 fuhr sie gemeinsam mit Holly Marie Combs und der Sea-Shepherd-Crew auf See, um die Auswirkungen eines neuen australischen Gesetzes, welches das Töten großer Haie erlaubte, aufzuzeigen. Im August 2014 forderte sie bei der Ice Bucket Challenge den Sea-Shepherd-Gründer Paul Watson sowie die Sea-Shepherd-Crew heraus und lenkte so die Aufmerksamkeit auf die Meeresschutzorganisation.
Im Oktober 2014 nahm sie als Teil der Sea-Shepherd-Crew Cove Guardians an der Operation Infinite Patience teil. Ziel der Kampagne war es, auf das Töten von Delfinen in Taiji, Japan, aufmerksam zu machen. In dem bei der Kampagne entstandenen Video rief sie dazu auf, Delfinarien zu meiden. Doherty zeigte sich wiederholt mit Merchandise-Produkten von Sea Shepherd in der Öffentlichkeit, und zu ihrem 43. Geburtstag rief sie ihre Fans auf, für Sea Shepherd zu spenden, anstatt ihr Geschenke zukommen zu lassen.

## Privates

### Ehen
Von 1993 bis 1994 war Doherty mit Ashley Hamilton verheiratet. In zweiter Ehe heiratete sie 2002 Rick Salomon, die Ehe wurde 2003 annulliert. Im Oktober 2011 heiratete Doherty in Malibu Kurt Iswarienko. Im April 2023 reichte sie die Scheidung ein. Im Juli 2024 wurde die Ehe kurz vor Dohertys Tod geschieden.

### Krebserkrankung und Tod
Im Februar 2015 wurde bei Doherty Brustkrebs diagnostiziert. Nachdem sie zwei Jahre später bekanntgegeben hatte, dass die Erkrankung abklinge, teilte sie im Februar 2020 mit, dass sie erneut an Krebs erkrankt sei und die Krankheit sich im vierten Stadium befinde. Ende September 2020 gab sie in einem Interview mit dem amerikanischen Magazin Elle bekannt, dass die Krankheit weiter fortgeschritten und unheilbar sei. Im Juni 2023 teilte Doherty mit, dass sich inzwischen auch Metastasen im Gehirn gebildet hätten. Im November 2023 sagte sie dem Magazin People, dass der Krebs auch in ihre Knochen gestreut habe. Sie unterziehe sich weiterhin einer Behandlung. Im Juli 2024 starb Doherty im Alter von 53 Jahren an den Folgen der Krankheit.

## Filmografie

### Fernsehserien
- 1981: Vater Murphy (Father Murphy, Folgen 1x05–1x06)
- 1982: The Phoenix (Folge 1x03)
- 1982: Die Zeitreisenden (Voyagers!, Folge 1x04)
- 1982–1983: Unsere kleine Farm (Little House on the Prairie, 18 Folgen)
- 1983: Magnum (Magnum, P.I., Folge 4x08)
- 1984: Airwolf (Folge 1x04)
- 1985: Robert Kennedy and His Times (Miniserie, 3 Folgen)
- 1985: Ein Engel auf Erden (Highway to Heaven, Folge 2x09)
- 1985: Mein lieber Biber (Still the Beaver, Folge 1x15)
- 1986: Outlaws (Folge 1x01)
- 1986–1988: Unser Haus (Our House, 46 Folgen)
- 1989: 21 Jump Street – Tatort Klassenzimmer (21 Jump Street, Folge 4x12)
- 1989: Das Geheimnis von Lost Creek (15 Folgen)
- 1990: Alles Okay, Corky? (Life Goes On, Folge 1x12)
- 1990–1994: Beverly Hills, 90210 (111 Folgen)
- 1998–2001: Charmed – Zauberhafte Hexen (Charmed, 67 Folgen)
- 2003–2004: Scare Tactics (Moderation)
- 2004–2005: North Shore (11 Folgen)
- 2006: Breaking Up with Shannen Doherty (Moderation, 14 Folgen)
- 2008–2009: 90210 (7 Folgen)
- 2010: Dancing with the Stars (Teilnahme, 4 Folgen)
- 2011: Suite 7 (Folge 1x08)
- 2012: The New Normal (Folge 1x10)
- 2015: Off the Map with Shannen & Holly (Moderation, 12 Folgen)
- 2018: Heathers (3 Folgen)
- 2019: Riverdale (Folge 4x01)
- 2019: BH90210 (6 Folgen)

### Filme
- 1982: Mrs. Brisby und das Geheimnis von NIMH (The Secret of NIMH, Stimme von Teresa)
- 1982: Nightshift – Das Leichenhaus flippt völlig aus (Night Shift)
- 1983–1984: Unsere kleine Farm (Little House on the Prairie, 3 Fernsehfilme)
- 1985: Lipstick & Ice Cream (Girls Just Want to Have Fun)
- 1985: Wo warst du damals, Claire? (The Other Lover, Fernsehfilm)
- 1988: Heathers
- 1990: Verräterische Bilder (Freeze Frame, Fernsehfilm)
- 1992: Hölle der Leidenschaft (Obsessed, Fernsehfilm)
- 1994: Almost Dead – Am Rande des Wahnsinns (Almost Dead)
- 1994: Blindfold – Mörderisches Spiel (Blindfold: Acts of Obsession, Fernsehfilm)
- 1994: Jailbreakers – Jung und vogelfrei (Jailbreakers)
- 1994: Flammende Leidenschaft – Das Leben der Margaret Mitchell (A Burning Passion: The Margaret Mitchell Story, Fernsehfilm)
- 1995: Mallrats
- 1996: Gone in the Night (Fernsehfilm)
- 1997: Eifersüchtig – Verrat einer Freundin (Friends ’Til the End, Fernsehfilm)
- 1997: Für einen Mann durch die Hölle (Sleeping with the Devil, Fernsehfilm)
- 1997: Nowhere
- 1997: Hetzjagd durch die Rocky Mountains (The Ticket, Fernsehfilm)
- 1999: Im Fadenkreuz der Angst (Striking Poses)
- 2000: Hexen für die Schule des Satans (Satan’s School for Girls, Fernsehfilm)
- 2001: Another Day (Fernsehfilm)
- 2001: Jay und Silent Bob schlagen zurück (Jay and Silent Bob Strike Back)
- 2002: Spiel der Angst (The Rendering, Fernsehfilm)
- 2002: Hell on Heels: The Battle of Mary Kay (Fernsehfilm)
- 2003: View of Terror (Fernsehfilm)
- 2005: Category 7 – Das Ende der Welt (Category 7: The End of the World, Fernsehfilm)
- 2007: Christmas Caper (Fernsehfilm)
- 2008: Kiss Me Deadly (Fernsehfilm)
- 2008: Das Vermächtnis der Azteken (The Lost Treasure of the Grand Canyon, Fernsehfilm)
- 2009: Encounter with Danger (Fernsehfilm)
- 2010: Burning Palms
- 2010: Growing the Big One (Fernsehfilm)
- 2012: Witchslayer Gretl (Fernsehfilm)
- 2013: Bukowski
- 2014: Blood Lake: Killerfische greifen an (Blood Lake: Attack of the Killer Lampreys, Fernsehfilm)
- 2014: All I Want for Christmas (Fernsehfilm)
- 2016: Back in the Day
- 2017: Bethany
- 2018: No One Would Tell (Fernsehfilm)
- 2019: Undateable John
- 2021: Breast Cancer Bucket List (List of a Lifetime, Fernsehfilm)
- 2021: Dying to Belong (Fernsehfilm)
- 2021: Fortress – Stunde der Abrechnung (Fortress)
- 2022: Hot Seat
- 2024: Born to Kill (Darkness of Man)